# Залужанский, Адам
Адам Залужанский из Залужан (чеш. Adam Zálužanský ze Zalužan; 15 мая 1560 — 8 декабря 1613) — чешский ботаник, медик, богослов, поэт.
Окончил Карлов университет в Праге. Был профессором, заведовал кафедрой философии, в 1593—1594 гг. ректор университета. Женившись, оставил университет (профессора обязаны были соблюдать обет безбрачия) и занялся медицинской практикой. Во время эпидемии чумы в 1613 году лечил больных, заразился и умер.
Сочинения: «Три книги о растениях» (лат. «Methodi herbariae, libri tres», Прага, 1592, и Франкфурт, 1604), «Устройство аптеки» (чеш. «Řád apotékářský», 1592 и многие переиздания) и др.